# Eskimo (brano musicale)
Eskimo è una canzone del cantautore italiano Francesco Guccini.
Contenuta nell'album Amerigo (1978), la canzone racconta degli anni giovanili trascorsi a Bologna e della relazione con Roberta, sua prima moglie.

## Il testo
La canzone parla appunto della relazione con Roberta Baccilieri, alla quale il cantautore aveva già dedicato, nel 1970, la canzone Vedi cara. Il loro rapporto è piuttosto difficile, specialmente per la differenza sociale che corre fra i due: lei è di famiglia benestante, che può permettersi un paletot, mentre lui portava un "eskimo innocente, dettato solo dalla povertà".
Dal testo di questa canzone è tratto il titolo della biografia di Guccini scritta da Massimo Cotto e pubblicata nel 2007 da Giunti Editore.